# Ophthalmitis irrorataria
Ophthalmitis irrorataria är en fjärilsart som beskrevs av Bremer och William Grey 1853. Ophthalmitis irrorataria ingår i släktet Ophthalmitis och familjen mätare. Inga underarter finns listade i Catalogue of Life.